# Festival de la fiction TV de La Rochelle 2018
La 20e édition du Festival de la fiction TV s'est déroulée à La Rochelle, du 12 au 16 septembre 2018. Le jury était présidé par la comédienne Marie Gillain.

## Jury
Le jury de la compétition officielle est présidé par la comédienne belge Marie Gillain.
Le jury se compose de : Audrey Ismaël (compositrice), Baya Kasmi (scénariste), Jean-Benoît Gillig (producteur), Christophe Lamotte (réalisateur) et Bruno Debrandt (comédien).

## Compétition officielle
Les œuvres françaises en compétition :

### Téléfilms
- Vivre sans eux (France 2), de Jacques Maillot
- Deux gouttes d'eau (France 2), de Nicolas Cuche
- Illettré (France 3), de Jean-Pierre Améris
- Je sais tomber (Arte), d'Alain Tasma
- Jonas (Arte), de Christophe Charrier
- Ma mère, le crabe et moi (France 2), de Yann Samuell
- Une vie après (Arte), de Jean-Marc Brondolo

### Mini-séries
- Jeux d'influence (Arte), réalisée par Jean-Xavier de Lestrade
- Les Impatientes (France 3), réalisée par Jean-Marc Brondolo
- Sous la peau (France 3, RTS, RTBF), réalisée par Didier Le Pêcheur
- À l'intérieur (France 2), réalisée par Vincent Lannoo

### Séries 52 min
- Dix pour cent (France 2), saison 3, réalisée par Antoine Garceau (épisode 1) et Marc Fitoussi (épisode 2)
- Les Rivières pourpres (France 2, ZDF), réalisée par Julius Berg
- Sam (TF1), saison 3, réalisée par Arnaud Sélignac
- Balthazar (TF1), réalisée par Frédéric Berthe

### Séries 26 min
- Mike (OCS), réalisée par Frédéric Hazan
- Skam (France 4), réalisée  par David Hourrègue
- Access (C8), réalisée par Fred Scotlande (épisode 7) et Varante Soudjian (épisode 10)
- HP (OCS), réalisée par Émilie Noblet
- Les Emmerdeurs (YouTube Premium), réalisée  par Valentin Vincent et Morgan S. Dalibert

### Séries Web et digitales
- L'Arène (Télé-Québec, Urbania), réalisée par Jean-François Leblanc
- Loulou (Arte), réalisée par Géraldine de Margerie, Alice Vial, Fanny Sidney et Émilie Noblet
- Tank 2 (Studio +), saison 2, épisodes 1 et 2, réalisés par Samuel Bodin
- Camionero (Studio +), réalisée par Jacques Toulemonde
- Escape (Golden Stories), saison 1, épisodes 1 à 3, réalisés par Valentin Vincent et Stefan Carlod

### Fictions européennes
Les œuvres européennes en compétition :
- The Day (nl) (Belgique), réalisée par Gilles Coulier et Dries Vos
- Welcome to Texas (fi) (Finlande) 1 et 2, réalisée par Mika Kurvinen
- De infiltrant (nl) (Belgique), réalisée par Joël Vanhoebrouck
- Dukla 61 (cs) (Tchéquie), réalisée par David Ondříček
- Helium (Norvège), réalisée par Liv Karin Dahlstrøm et Mikal Hovland
- Home Ground (Norvège), réalisée par Arild Andresen
- Keeping Faith (Royaume-Uni), réalisée par Pip Broughton
- Marie Theresa (cs) (Tchéquie), réalisée par Robert Dornhelm
- One Night (Norvège), réalisée par Øystein Karlsen et Agnes Kittelsen
- The Carlos Benede Story (de) (Allemagne), réalisée par Johannes Fabrick

### Fictions francophones étrangères
Les œuvres francophones étrangères en compétition :
- En tout cas (TVA, Canada), réalisée par François Jaros
- Invisibles (Canal + Arique, Côte d'Ivoire), réalisée  par Alex Ogou
- Oasis (Togo), réalisée par Angela Aquereburu et Jean-Luc Rabatel
- Olivier (Ici Radio-Canada, Canada), réalisée par Claude Desrosiers
- River Hotel (TV5 Monde, Congo), réalisé  par Didier Ndenga
- Demain des hommes (Radio Canada, Canada), réalisée par Yves Christian Fournier
- Dévoilées (RTS, Arte, Suisse), réalisée par Jacob Berger

## Hors compétition
Les œuvres présentées hors compétition :
- Hippocrate (Canal +), saison 1, épisode 1, réalisé par Thomas Lilti
- Philharmonia (France 2), saison 1, épisodes 1 et 2, réalisés par Louis Choquette
- Jacqueline Sauvage : C'était lui ou moi (TF1) réalisé par Yves Rénier
- Papa ou Maman (M6), réalisé par Frédéric Balekdjian
- Ad vitam (Arte), réalisé par Thomas Cailley

## Palmarès
C'est lors de la cérémonie de clôture qu'ont été remis les différents prix :
- Meilleur téléfilm : Jonas
- Meilleure mini série de 52 minutes : Jeux d'influence
- Meilleure série de 52 minutes : Dix pour cent
- Meilleure série de 26 minutes : HP
- Meilleure série Web et digitale : L'Arène
- Meilleure fiction européenne : The Day (nl) (Belgique)
- Prix spécial du jury pour la fiction européenne : The Carlos Benede Story (de) (Allemagne)
- Meilleure fiction francophone étrangère : Invisibles (Côte d'Ivoire)
- Meilleure réalisation : Christophe Charrier pour Jonas
- Meilleur scénario : Jean-Marc Brondolo, Emmanuel Mauro et Pierre Javaux pour Une vie après
- Meilleure musique : Alex Beaupain pour Jonas
- Meilleure interprétation féminine : Noémie Lvovsky, Roxane Potereau et Léonie Simaga pour Les Impatientes
- Meilleure interprétation masculine : Frédéric Pierrot pour Une vie après
- Prix jeune espoir féminin Adami : Lola Créton pour Dévoilées
- Prix jeune espoir masculin Adami : Benjamin Voisin pour Je sais tomber
- Prix des collégiens de Charente-Maritime : Escape
- Prix Nouvelle-Aquitaine des lecteurs du Sud Ouest : Je sais tomber
- Meilleure série de ces dernières années – Prix Télépoche/Téléstar : Capitaine Marleau